# Église de Kestilä
L'église de Kestilä (en finnois : Kestilän kirkko) est une église située à Siikalatva en Finlande,.

## Description
L'église conçue par l'architecte Ernst Bernhard Lohrmann est construite entre 1854 et 1855.
L'ancien orgue à six jeux a été fabriqué par la fabrique d'orgues de Kangasala en 1908 puis il a été restauré en 2001 et est toujours utilisé.
La même année, l'église a reçu un nouvel orgue à 13 jeux fabriqué par Veikko Virtanen.
Le retable intitulé le Christ sur la croix est peint par l'artiste Paavo Leinonen en 1946.
Sculpté par Juho Myllyoja en 1895, la statue de pauvre homme se trouve dans le couloir de l'église, où il a été mis à l'abri des dommages accidentels.